# Ludwig Refinger

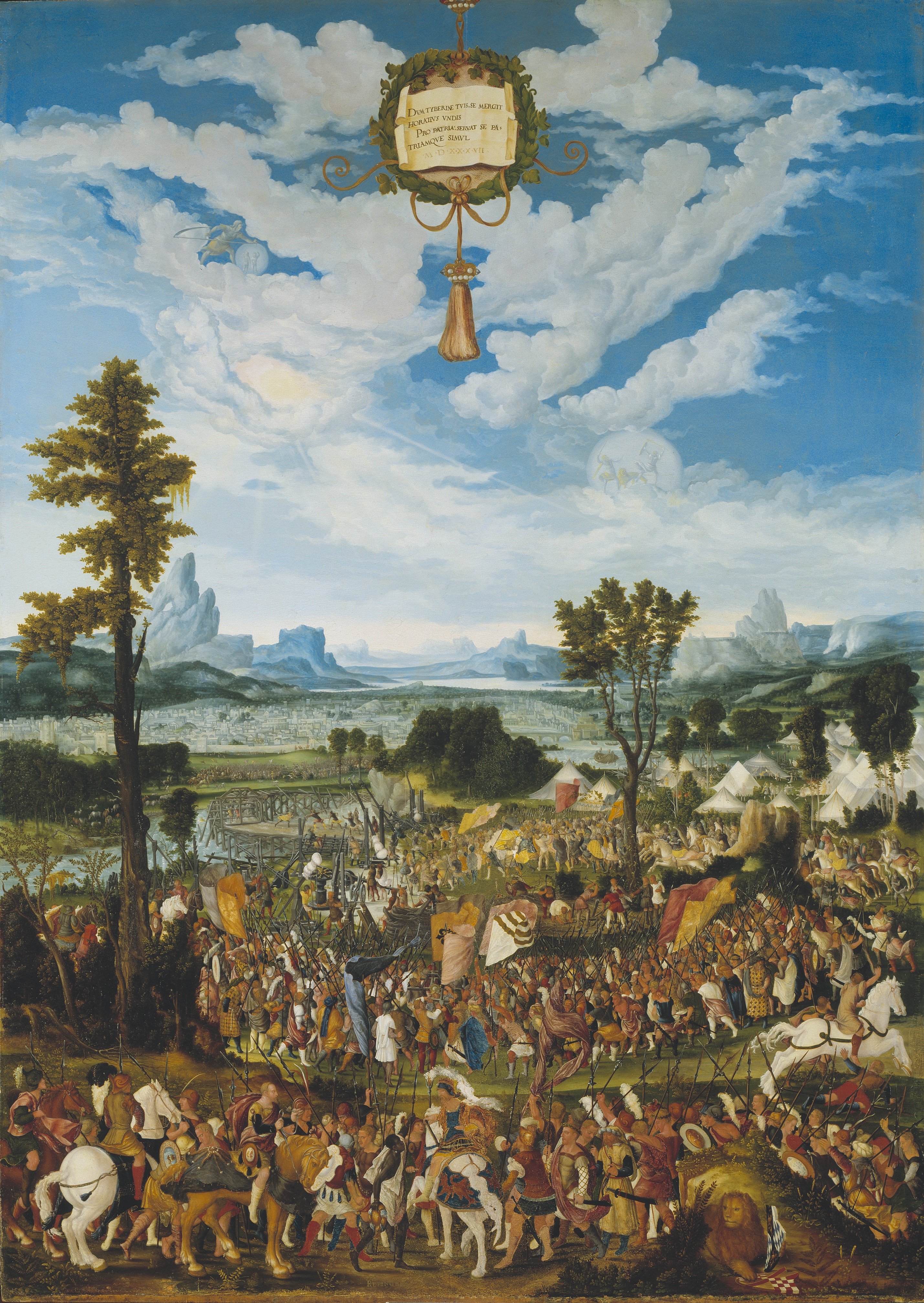
Horatius Cocles hält die feindlichen Truppen des Etruskerkönigs Porsenna vor der Stadt Rom zurück

Ludwig Refinger (* um 1510; † 1549 in München) war ein deutscher Maler der Renaissance.

## Leben
Über seine Herkunft ist nichts bekannt, als Geburtsort wird Ingolstadt oder Röfingen vermutet. Auch ein Geburtsjahr ist nicht genau festzulegen, Vermutungen reichen von 1505 bis 1515.
Er erlernte ab 1528 die Malerei in der Werkstatt Wolfgang Muelichs in München, zusammen mit Barthel Beham und Hans Mielich. Er arbeitete danach in München und in Landshut.
Nachdem Barthel Beham 1540 gestorben war, heiratete Ludwig Refinger dessen Witwe und adoptierte die Kinder. Aus dieser Ehe gingen drei weitere Kinder hervor. Nach dem Tod Ludwigs heiratete die Witwe erneut, diesmal den Humanisten Simon Schaidenreisser. Zwei Kinder Ludwigs – Bartelme (vermutlich ein Adoptivsohn aus der ersten Ehe seiner Frau) kolorierte die Große Karte von Bayern von Philipp Apian, und Karl, der in Burghausen tätig war – wurden ebenfalls Maler.

## Werk
Er arbeitete neben Albrecht Altdorfer, Jörg Breu, Melchior Feselen und anderen an einem Historienzyklus mit 16 Gemälden für Herzog Wilhelm IV., darunter sind Horatius Cocles hält die feindlichen Truppen des Etruskerkönigs Porsenna vor der Stadt Rom zurück und Sieg des Manlius Torquatus nach dem Zweikampf mit dem Gallier seine Werke.
Von 1540 bis 1543 arbeitete er für Herzog Ludwig X. in der Stadtresidenz Landshut, wo er eine Reihe von Fresken und Glasmalereien ausführte. Er malte dort unter anderem die Fresken im Sternenzimmer und eine Reihe von Bildern, die im Motiv denen aus dem Historienzyklus Wilhelms IV. gleichen (Marcus Curtius, Horatius Cocles).
- Die Familie des Herzogs Wilhelm IV. von Bayern (Berchtesgaden, Königliches Schloss), um 1530[1]
- Horatius Cocles hält die feindlichen Truppen des Etruskerkönigs Porsenna vor der Stadt Rom zurück (Stockholm, Schwedisches Nationalmuseum, Inv. Nr. NM 294), um 1538, 161 × 116 cm[2]
- Sieg des Manlius Torquatus nach dem Zweikampf mit dem Gallier (Stockholm, Schwedisches Nationalmuseum, Inv. Nr. NM 296), um 1540, 160 × 109 cm[3]
- Marcus Curtius opfert sich für das römische Volk (München, Alte Pinakothek, Inv. Nr. 687), 1540, 162,4 × 109,1 cm[4]
- Horatius Cocles verteidigt die Tiberbrücke (Landshut, Stadtresidenz,  Ecksaal 21), 1542, Fresko[5]
- Opfertod des Marcus Curtius  (Landshut, Stadtresidenz, Ecksaal 14), 1542, Fresko[6]
- Die Marter des Heiligen Laurentius (Paris, Louvre, Inv. Nr. 18977), Federzeichnung auf Papier[7]

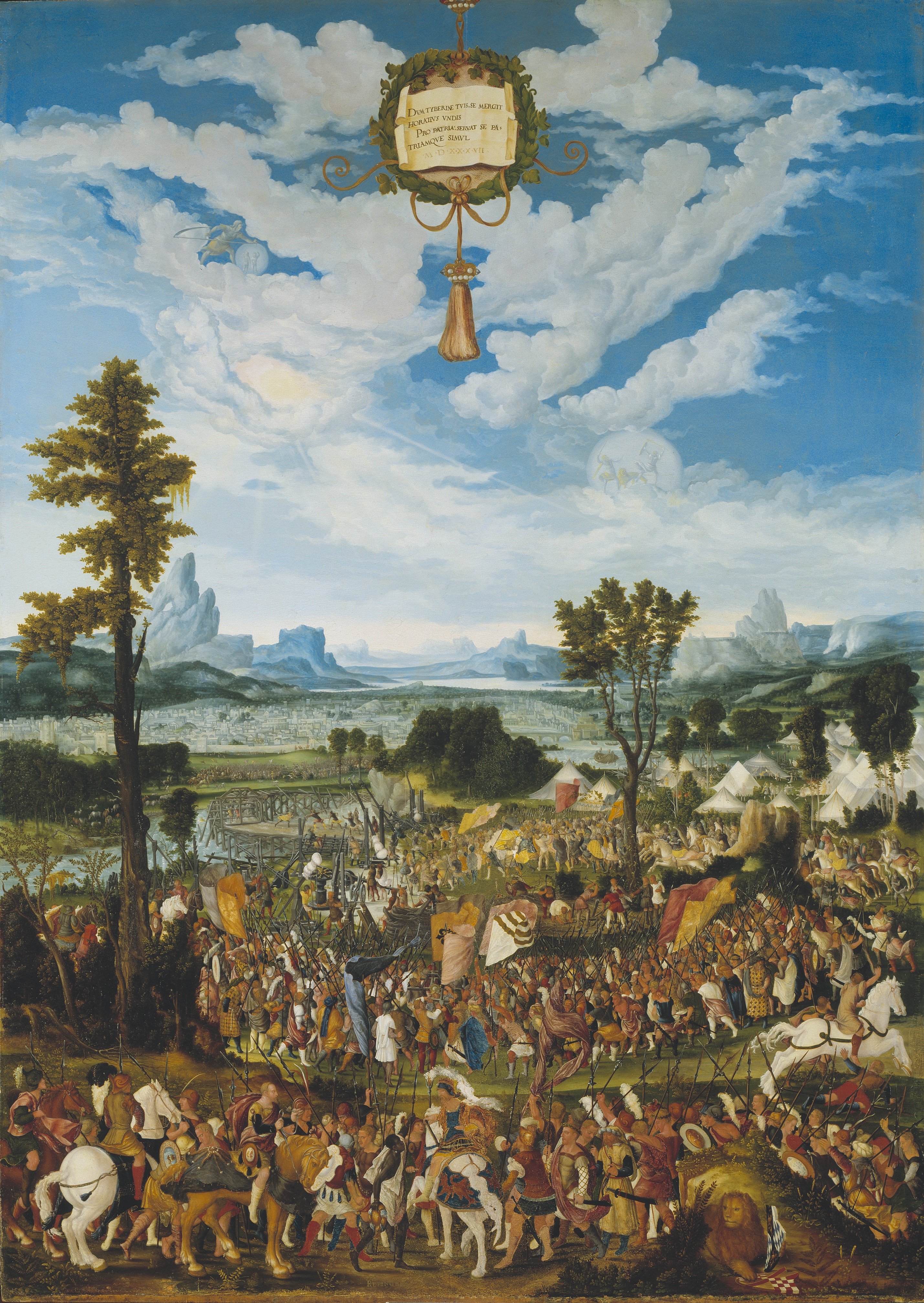
Horatius Cocles hält die feindlichen Truppen des Etruskerkönigs Porsenna vor der Stadt Rom zurück, um 1538, Schwedisches Nationalmuseum in Stockholm, Inv. Nr. NM 294
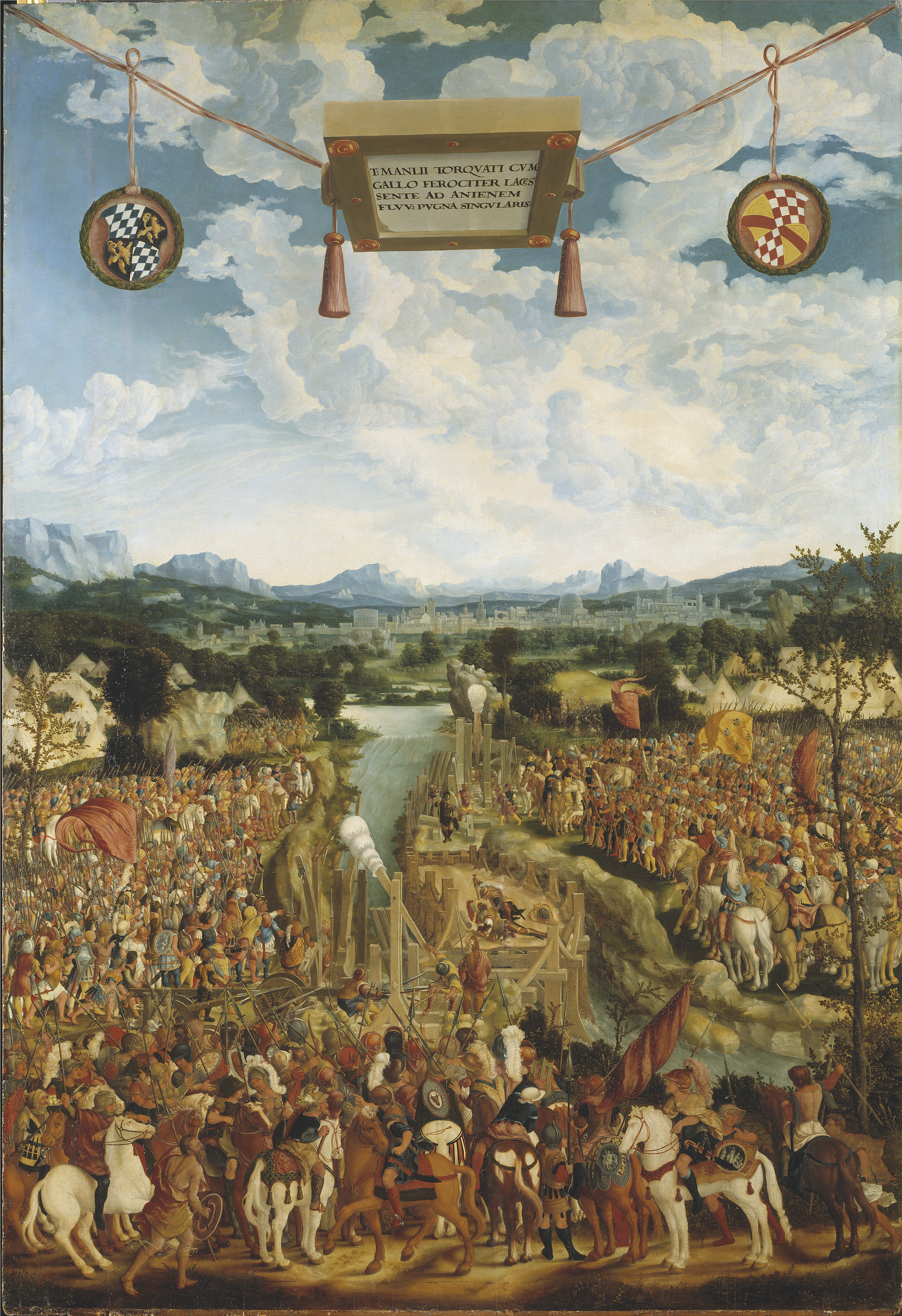
Sieg des Manlius Torquatus nach dem Zweikampf mit dem Gallier, um 1540, Schwedisches Nationalmuseum in Stockholm, Inv. Nr. NM 296
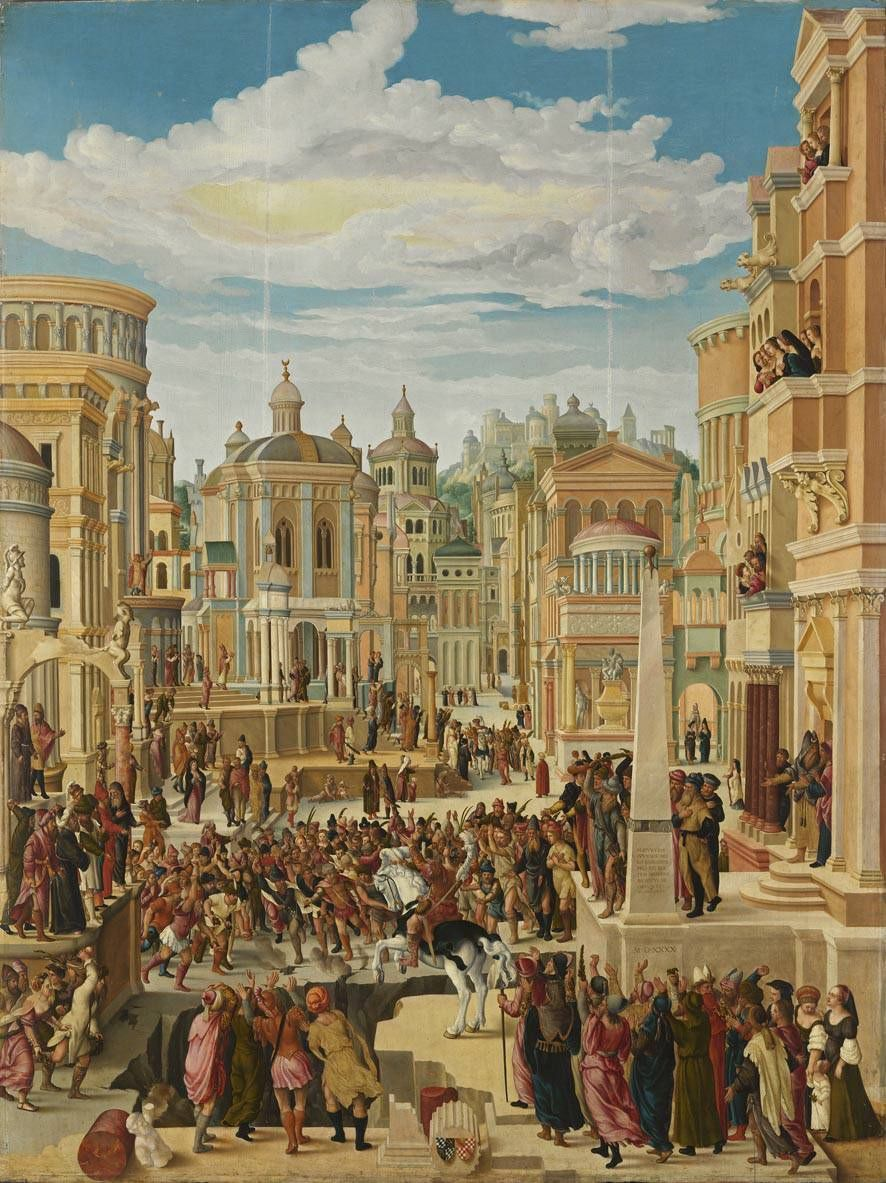
Marcus Curtius opfert sich für das römische Volk, 1540, Alte Pinakothek in München, Inv. Nr. 687